# Pseudanthias regalis
Pseudanthias regalis és una espècie de peix de la família dels serrànids i de l'ordre dels perciformes.

## Morfologia
- Els mascles poden assolir 6,2 cm de longitud total.[2][3]

## Hàbitat
És un peix marí de clima tropical que viu fins als 30 m de fondària.

## Distribució geogràfica
Es troba a les Illes Marqueses.